# Winter Family
 (novembre 2018).
Si vous disposez d'ouvrages ou d'articles de référence ou si vous connaissez des sites web de qualité traitant du thème abordé ici, merci de compléter l'article en donnant les références utiles à sa vérifiabilité et en les liant à la section « Notes et références ».
Winter Family est un groupe de musique expérimentale et de théâtre documentaire.

## Histoire
Winter Family a été fondé en 2004 à Jaffa en Israël par l’artiste israélienne Ruth Rosenthal et le musicien français Xavier Klaine. Ils jouent une musique minimale, sombre et saturée qualifiée de weird wave ou funeral pop. Ruth Rosenthal psalmodie, dit et chante ses textes en hébreu ou en anglais, elle joue de la batterie et des machines. Xavier Klaine joue des harmoniums, du piano, des grandes orgues, du philicorda (en), du célesta. Leur fille Saralei les rejoint parfois sur scène (flûte traversière, chœurs). Winter Family crée aussi des performances de théâtre documentaire.

## Membres
- Ruth Rosenthal - voix, batterie, machines
- Xavier Klaine - harmoniums, orgues, piano, grandes orgues

## Discographie
- 2007 - Winter Family (Sub Rosa)
- 2007 - Where did you go my boy? (Marienbad - Sub Rosa)
- 2011 - Red Sugar (Sub Rosa - Ici d’Ailleurs - Alt.vinyl)[1]
- 2014 - How Does Time (Psychic Mule)
- 2017 - South From Here (Ici d’Ailleurs - Alt.vinyl) [1]

## Ouvrage
- 2016 - No World (Dis/Voir)

## Performances Théâtre Documentaire
- 2011 : Jerusalem Plomb Durci - voyage halluciné dans une dictature émotionnelle (production : Centquatre Paris, La Fonderie le Mans)[2],[3]
- 2015 : No World / FPLL - ode au monde tel que nous sommes (production : Théâtre Vidy-Lausanne, Festival Avignon) [4]
- 2018 : H2 Hébron (production : Théâtre des Amandiers - Nanterre, MC93 Bobigny, TNB Rennes, Théâtre Vidy-Lausanne) [5]

## Prix
- 2011 : Prix Impatience, Paris
- 2010 : Lauréat Villa Medicis Hors les Murs - NYC